# Piet van den Berg
Pieter Christiaan ("Piet") van den Berg (Amsterdam, 6 november 1945) is een voormalig Nederlands profvoetballer die uitkwam voor DWS, RCH en Haarlem.

## Loopbaan

### Beginjaren
Hij begon met voetbal in de junioren van De Germaan. Op zijn veertiende ging hij naar DWS waar de jeugdteams op een hoger plan speelden. Bij de senioren begon Van den Berg in het tweede elftal. Op zijn achttiende werd hij geselecteerd voor het Nederlands amateurelftal dat in mei 1964 deelnam aan een internationaal toernooi in Italië. Het Nederlandse amateurteam begon met nederlagen tegen het thuisland (0-1) en tegen Spanje (2-3), met de openingstreffer van Van den Berg. Het laatste duel tegen Malta eindigde in 3-3 en Van den Berg scoorde tweemaal.
Bij DWS maakte hij zijn profdebuut op paaszaterdag 9 april 1966 in de stadsderby tegen Ajax (2-1 verlies). Twee dagen later thuis tegen MVV, scoorde hij zijn eerste doelpunt als profvoetballer (4-1 overwinning). De aanvaller slaagde er niet in een vaste basisplaats te veroveren. DWS was in die periode een topclub die in 1964 nog landskampioen werd. 

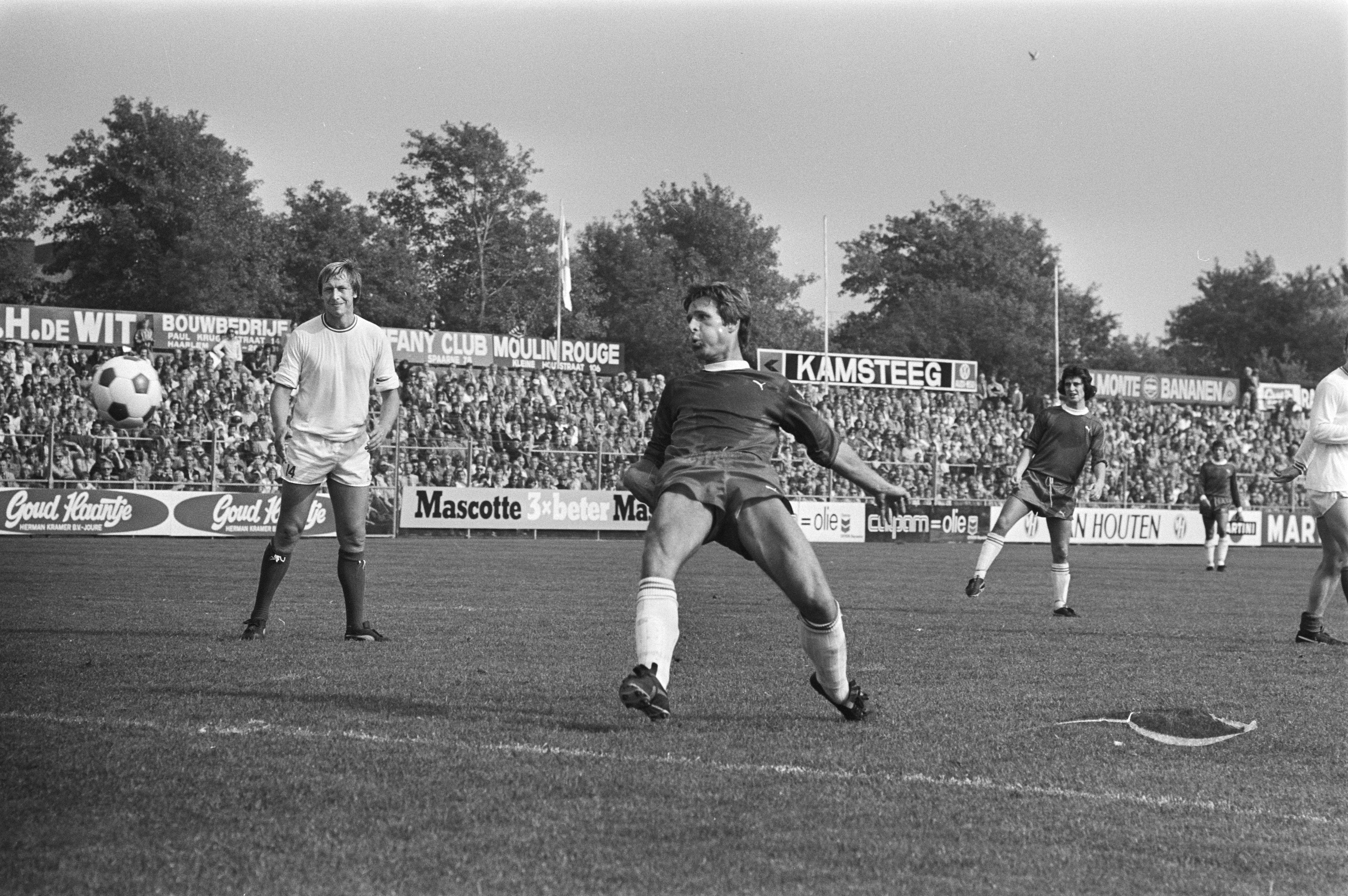
Van den Berg scoort voor Haarlem tegen FC Utrecht (19 september 1976).

### DWS in Europa
DWS nam twee keer deel aan het toernooi om de Jaarbeursstedenbeker, de voorloper van de Europa League. Van den Berg scoorde de beide doelpunten voor de hoofdstedelingen op 27 september 1967 thuis tegen het Schotse Dundee FC (2-1 winst). Door het 3-0 verlies in de uitwedstrijd op 4 oktober sneuvelde DWS in de eerste ronde. Een jaar later speelde Van den Berg weer twee duels in de Jaarbeursstedenbeker, in de tweede ronde tegen Chelsea (tweemaal 0-0)..

### Uitgefloten
Van den Berg speelde op 12 oktober 1969 zijn laatste duel voor DWS. In de met 0-1 verloren thuiswedstrijd tegen MVV miste hij enkele kansen en werd daardoor uitgefloten door het publiek. Hij kwam twee maanden niet in actie en vertrok in december 1969 naar RCH, dat uitkwam in de Eerste divisie.
Hij maakte op 28 december zijn debuut in de thuiswedstrijd tegen FC Den Bosch. Van den Berg werd de matchwinnaar want hij scoorde de enige treffer (1-0). Hij scoorde in een half seizoen zeven keer maar kon degradatie van RCH niet voorkomen.

### Transferperikelen
Hij kwam anderhalf jaar uit voor RCH. De club verdween in 1971 door de grote saneringsronde van de KNVB uit het profvoetbal. Van den Berg wilde graag profvoetballer blijven. Het probleem was dat een amateurclub een standaard transfervergoeding kreeg van 3.000 gulden. RCH kwam uit het betaald voetbal en meende daarom recht te hebben op een hoger bedrag. De club had een transfersom van 65.000 gulden betaald aan DWS.
Van den Berg stond in de belangstelling van meerdere clubs maar koos voor Haarlem. De overschrijving was na de sluitingsdatum van 15 juli aangevraagd. Na een kort geding was de aanwinst vanaf 1 oktober speelgerechtigd. Twee dagen later debuteerde hij tegen FC VVV en op 10 oktober was zijn eerste treffer goed voor de 1-0 winst op EVV Eindhoven.

### Promotie Haarlem
Van den Berg promoveerde in zijn eerste jaar met Haarlem naar de Eredivisie. Hij scoorde de winnende treffer tegen Veendam (2-1) op 11 mei 1972 waardoor de promotie een feit was. De debutant wist zich in de hoogste klasse te handhaven en Van den Berg was met veertien doelpunten de clubtopscorer. Met de komst van de nieuwe trainer Barry Hughes in 1973 werd hij ook als middenvelder en als centrumverdediger ingezet. In 1975 moest Haarlem weer een stap terug doen. Een jaar later was de club weer terug in de Eredivisie. Van den Berg was met 25 doelpunten de topscorer van de Eerste divisie.

### Einde loopbaan
Hij speelde nog drie jaar met Haarlem in de Eredivisie. In zijn laatste seizoen 1978/79 kampte hij met zijn vorm en conditie en scoorde slechts twee keer. Haarlem wist zich te handhaven en Van den Berg besloot op 33-jarige leeftijd zijn loopbaan te beëindigen. Hoewel hij nog een doorlopend contract had van een jaar. Hij was verhuisd naar Deil in Gelderland en het vele reizen stond hem tegen. Haarlem verkeerde in het seizoen 1979/80 in degradatiegevaar en de roep om de terugkeer van Piet van den Berg werd luider. Trainer Barry Hughes vroeg hem niet terug omdat de conditie van zijn voormalige topschutter niet op peil zou zijn.
Van den Berg werkte in het begin van zijn voetballoopbaan als vertegenwoordiger van onderhoudsmiddelen voor auto’s. In 1976 begon hij een eigen zaak in kunstartikelen en luxe geschenken.

## Clubstatistieken
| Seizoen | Club    | Land      | Competitie     | Competitie | Competitie | Beker | Beker | Internationaal | Internationaal | Overig | Overig | Totaal | Totaal |
| Seizoen | Club    | Land      | Competitie     | Wed.       | Dlp.       | Wed.  | Dlp.  | Wed.           | Dlp.           | Wed.   | Dlp.   | Wed.   | Dlp    |
| ------- | ------- | --------- | -------------- | ---------- | ---------- | ----- | ----- | -------------- | -------------- | ------ | ------ | ------ | ------ |
| 1965/66 | DWS     | Nederland | Eredivisie     | 7          | 3          | –     | 0     | 0              | 0              | 0      | 0      | 7      | 3      |
| 1966/67 | DWS     | Nederland | Eredivisie     | 6          | 2          | –     | 0     | 0              | 0              | 0      | 0      | 6      | 2      |
| 1967/68 | DWS     | Nederland | Eredivisie     | 18         | 5          | 1     | 1     | 2              | 2              | 0      | 0      | 21     | 7      |
| 1968/69 | DWS     | Nederland | Eredivisie     | 8          | 2          | 2     | 0     | 2              | 0              | 0      | 0      | 12     | 2      |
| 1969/70 | DWS     | Nederland | Eredivisie     | 8          | 2          | –     | 0     | 0              | 0              | 0      | 0      | 8      | 2      |
| 1969/70 | RCH     | Nederland | Eerste divisie | 17         | 7          | –     | 0     | 0              | 0              | 0      | 0      | 17     | 7      |
| 1970/71 | RCH     | Nederland | Tweede divisie | 30         | 11         | 4     | 1     | 0              | 0              | 0      | 0      | 34     | 12     |
| 1971/72 | Haarlem | Nederland | Eerste divisie | 32         | 14         | 2     | 0     | 0              | 0              | 0      | 0      | 34     | 14     |
| 1972/73 | Haarlem | Nederland | Eredivisie     | 31         | 14         | 1     | 0     | 0              | 0              | 0      | 0      | 32     | 14     |
| 1973/74 | Haarlem | Nederland | Eredivisie     | 34         | 9          | 1     | 0     | 0              | 0              | 0      | 0      | 35     | 9      |
| 1974/75 | Haarlem | Nederland | Eredivisie     | 33         | 4          | 2     | 0     | 0              | 0              | 0      | 0      | 35     | 4      |
| 1975/76 | Haarlem | Nederland | Eerste divisie | 33         | 25         | 3     | 0     | 0              | 0              | 0      | 0      | 36     | 25     |
| 1976/77 | Haarlem | Nederland | Eredivisie     | 27         | 13         | –     | 0     | 0              | 0              | 0      | 0      | 27     | 13     |
| 1977/78 | Haarlem | Nederland | Eredivisie     | 31         | 10         | 2     | 0     | 0              | 0              | 0      | 0      | 33     | 10     |
| 1978/79 | Haarlem | Nederland | Eredivisie     | 30         | 2          | 1     | 1     | 0              | 0              | 0      | 0      | 31     | 3      |
| Totaal  | Totaal  | Totaal    | Totaal         | 345        | 123        | 19    | 3     | 4              | 2              | 0      | 0      | 368    | 128    |

## Erelijst
Haarlem
| Nationaal      |    |                  |
| Eerste divisie | 2x | 1971/72, 1975/76 |